# Tim Boswell, Baron Boswell of Aynho

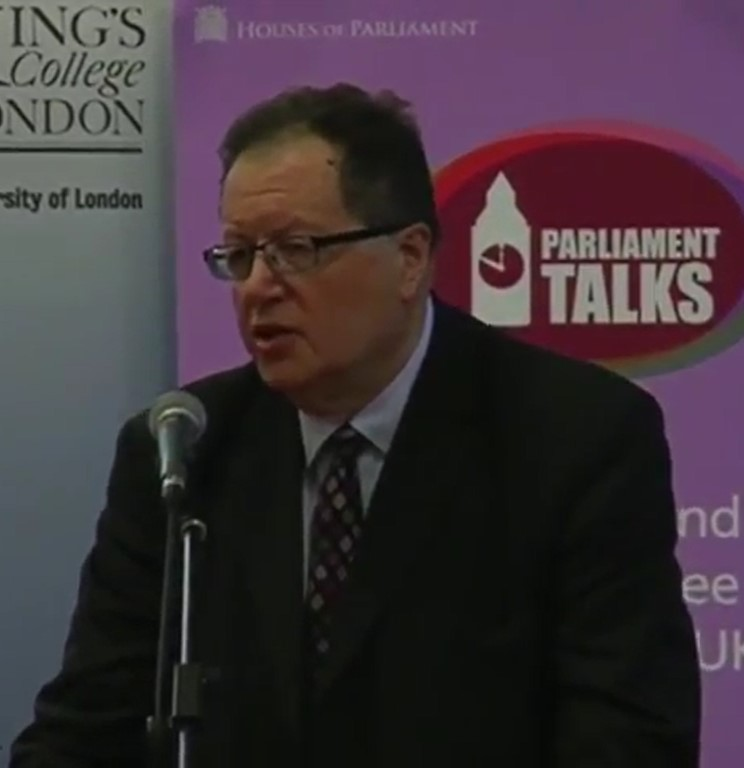
Tim Boswell, Baron Boswell of Aynho

Timothy Eric „Tim“ Boswell, Baron Boswell of Aynho (* 2. Dezember 1942 in Brentwood, Essex) ist ein britischer Politiker (Conservative Party). Von 1987 bis zur Unterhauswahl 2010 war er Abgeordneter für den Wahlkreis Daventry und ist seit 2010 als Life Peer Mitglied des House of Lords. 

## Leben und Karriere
Boswell, Sohn eines Landwirts, besuchte das Marlborough College und das New College, wo er einen Abschluss in Klassischer Altertumswissenschaft sowie ein Diplom in Agrarökonomie erlangte.
1966 trat er in das Conservative Research Department ein und wurde dort 1974 Leiter (Head) der Wirtschaftsabteilung (laut Debretts von 1970 bis 1973, landwirtschaftlicher und wirtschaftswissenschaftlicher Berater von 1966 bis 1973). Er trat bei der Unterhauswahl Februar 1974 im Wahlkreis Rugby an, verlor aber mit 6.154 Stimmen Differenz gegenüber William Price (Labour Party). Nach dem Tod seines Vaters übernahm er dessen Tätigkeit in der Landwirtschaft.
Er wurde 1976 zum Schatzmeister (Treasurer) der Daventry Conservative Association gewählt und war von 1979 bis 1983 dessen Vorsitzender (Chairman). 1984 wurde er politischer Berater beim Minister für Agrarwirtschaft, Fischerei und Ernährung Michael Jopling für zwei Jahre.

## Mitgliedschaft im House of Commons
Nachdem er bei der Unterhauswahl Februar 1974 erfolglos für den Wahlkreis Rugby angetreten war, wurde er ausgewählt im Wahlkreis Daventry anzutreten, nachdem der amtierende konservative Abgeordnete und frühere Labour-Kabinettsminister Reg Prentice seinen Rückzug ankündigte. Boswell wurde bei der Unterhauswahl 1987 zum konservativen Abgeordneten für Daventry mit einer Mehrheit von 19.690 Stimmen und hielt ihn bei folgenden Wahlen mit einer kompartablen Mehrheit. Seine parlamentarische Karriere begann er 1987 als Mitglied des Agriculture Select Committee (bis 1989). Von 1988 bis 1990 war er Vorsitzender (Chairman) des Parliamentary Charity Law Reform Panel. Von 1989 bis 1990 war er Parliamentary Private Secretary (PPS) beim Finanzstaatssekretär (Financial Secretary to the Treasury), Peter Lilley.  1990 wurde er Mitglied der Regierung von John Major als stellvertretender Whip der Regierung (Assistant Government Whip), nach der Unterhauswahl 1992 wurde er innerhalb des Whip's Office befördert und wurde Lord Commissioner to the Treasury.
Im Dezember 1992 wurde Boswell zum Parlamentarische Unterstaatssekretär (Parliamentary Under-Secretary of State) beim Bildungsministerium (Department of Education) ernannt und wechselte in dieselbe Position beim Minister für Landwirtschaft, Fischerei und Ernährung, bis zur Abwahl der Major-Regierung bei der Unterhauswahl 1997.
In der Opposition war Boswell Sprecher für das Finanzministerium kurz nach der Wahl 1997 und wurde später Sprecher für Handel und Industrie unter William Hague, bevor er 1999 zu Bildung und Arbeit wechselte, bis zur Unterhauswahl 2001. Unter der Führung von Iain Duncan Smith, wurde 2003 kurzzeitig Sprecher für Verfassungsfragen unter Michael Howard und 2004 zurück zu Arbeit und Pensionen, wo er nach der Unterhauswahl 2005 blieb.
Am 31. März 2006 gab Boswell seine Absicht bekannt, nicht bei der nächsten Unterhauswahl anzutreten, außer diese würde früher als erwartet stattfinden. Bei der Unterhauswahl 2010 wurde der Wahlkreis Daventry in zwei Teile aufgeteilt. 
Von 2007 bis 2010 gehörte er dem Sonderausschuss (Select Committee) Innovation, Universities, Science and Skills/Science and Technology an. Seit 2007 ist er Mitglied der britischen Delegation bei der Parlamentarischen Versammlung des Europarates. Im Mai 2009 wurde er von der britischen Tageszeitung Telegraph als einer der „Heiligen“ im Spesenskandal genannt. Nach seinem Rückzug aus dem House of Commons blieb der Sitz konservativ unter Chris Heaton-Harris.

## Mitgliedschaft im House of Lords
Boswell wurde am 8. Juli 2010 zum Life Peer als Baron Boswell of Aynho, of Aynho in the County of Northamptonshire, ernannt. Seine offizielle Einführung ins House of Lords erfolgte am  19. Juli 2010 mit Unterstützung von Peter Brooke, Baron Brooke of Sutton Mandeville und Ruth Deech, Baroness Deech. Seine Antrittsrede hielt er am 27. Oktober 2010. Als Themen von politischem Interesse nennt er die Agrarwirtschaft, Finanzen, die EU, Bildung und Gleichheit. Als Staaten von Interesse nennt er die Staaten Europas.
Boswell ist an Sitzungstagen regelmäßig anwesend.

## Weitere Ämter
1983 war er Vorsitzender (Chairman) der Northants Leicesters and Rutland Counties Branch NFU. Von 1966 bis 1990 gehörte er dem Vorstand (Council) der Perry Foundation for Agricultural Research an, von 1984 bis 1990 war er dort Präsident.
Boswell war von 1988 bis 1990 Mitglied des Agriculture and Food Research Council. Seit 2010 ist er Deputy Lieutenant von Northamptonshire. Beim University of Wales Institute in Cardiff ist er unabhängiger Direktor (Independent Governor) seit 2007. Er ist Direktor der Foundation for Management Education. Boswell ist Direktor (Governor) der Tudor Hall School. Er ist Vorsitzender (Chair) des Victoria County History Trust for Northamptonshire und der Friends of Torres Vedras. Beim Conservative and Unionist Agents' Superannuation Fund und dem Peterborough Cathedral Development and Preservation Trust ist er Mitglied des Treuhandrates (Trustee). Als Schirmherr (Patron) ist er bei Daventry & South Northants Home-Start aktiv. Bei der Beratungsgruppe (Advisory Group) von National Energy Action und dem County Trust ist er Vizepräsident (Vice President).
Außerdem bekleidete er einige weitere Positionen in seiner Partei. Von 2007 bis 2010 gehörte er dem Executive 1922 Committee an. Von 2009 bis 2010 war er amtierender Vorsitzender (Acting Chairman) der Milton Keynes Conservatives.

## Familie
Boswell ist mit Helen Delahay Rees verheiratet. Das Ehepaar hat drei Töchter.
In Boswells Wahlkreis liegen Silverstone, die Heimat des British Grand Prix, Althorp, wo Diana Spencer und ihr Bruder Charles Spencer, 9. Earl Spencer als Kinder lebten, sowie Thenford, das Dorf, in dem die Villa von Michael Heseltine steht.